# Guerra de Sucessão Eubeia
A Guerra de Sucessão Eubeia foi travada em 1256–1258 entre o príncipe da Acaia Guilherme II de Vilearduin e uma ampla coalizão de outros governantes de toda a Grécia franca que sentiu-se ameaçada pelas aspirações de Guilherme. Essa guerra foi deflagada pela tentativa de Guilherme de ganhar controle da um terço da ilha da Eubeia, que foi retida pelos barões lombardos locais ("triarcas" ou "terceiros") com a ajuda da República de Veneza. O senhor de Atenas e Tebas, Guido I de la Roche, também entrou na guerra contra Guilherme, junto com outros barões da Grécia Central. A derrota deles na Batalha de Caridi em maio/junho de 1258 efetivamente levou a guerra ao fim com a vitória acaia, embora um tratado de paz definitivo não foi concluído até 1262.

## Antecedentes
Após a Quarta Cruzada, o sul da Grécia foi dividido entre vários senhores latinos, o mais poderoso dos quais foi o Principado da Acaia, que controlou a península do Peloponeso inteira. Guilherme II de Vilearduin, que em 1246 sucedeu seu irmão mais velho como príncipe, foi um governante mais energético, que teve como objetivo expandir e consolidar seu governo sobre os outros Estados latinos. Guido I de la Roche, o "grande senhor" de Atenas e Tebas, já era seu vassalo pelo feudo de Argos e Náuplia, que situava-se no Peloponeso, e Guilherme foi também suserano das três baronias lombardas ("terços", terzieri) do Negroponte (o nome medieval da ilha da Eubeia e sua capital, a moderna Cálcis).
Em 1255, a segunda esposa de Guilherme, Carintana de Carceri, baronesa do terço norte da ilha, morreu, e seu marido reclamou sua herança, inclusive cunhando moedas apresentando-se como "triarca do Negroponte". Os outros dois triarcas, contudo, Guilherme I de Verona e Narzoto de Carceri, rejeitaram sua reivindicação. Embora foram vassalos nominais de Guilherme e, no caso de Guilherme, inclusive relacionado a ele por casamento, eles estavam relutantes para ceder o território eubeu para alguém foram de suas próprias famílias. Em vez disso, cederam a Baronia de Carintana para seu parente, Grapela de Carceri. Nisso, foram apoiados por Paulo Gradenigo, o bailio veneziano (representante) no Negroponte, a capital da Eubeia. Veneza teve uma longa presença no Negroponte, que foi uma importante estação de negociação, e exerceu considerável influência sobre a ilha e os triarcas.

## Conflito por Negroponte

Peloponeso e Ática na Idade Média

Em 14 de junho de 1256, um tratado foi assinado entre os triarcas lombardos e Gradenigo. Em troca da aliança veneziana contra a Acaia, os trierarcas renovaram seus acordos anteriores, cederam o controle da fortaleza de Negroponte, que controlou a ponte sobre o Estreito de Euripo e extensas terras na ilha. Os triarcas e seus domínios foram libertados de quaisquer deveres e o considerável tributo que eles pagaram para Veneza até então, mas em troca, eles desistiram de seus direitos de todas as receitas aduaneiras à república. Veneza também recebeu mais concessões, como o direito de regular os pesos, medidas e escalas para toda a Eubeia, e privilégio para seus cidadãos.
Logo depois, segundo o historiador Marino Sanudo, o príncipe Guilherme convocou Guilherme e Narzoto para apresentarem-se a ele. Contrariados por seus juramentos de fidelidade feudal, o fizeram e foram presos pelo príncipe acaio. As esposas do triarcas, acompanhadas por muitos cavaleiros e outros parentes, então foram para Marco Gradenigo, o recém-chegado bailio, e rogaram sua ajuda. "Moveu-se tanto pela política e simpatia", como o historiador William Miller alega, que Gradenigo concordou.
O príncipe Guilherme, movendo-se rapidamente em apoio de suas próprias reivindicações, tomou o Negroponte. Gredenigo e seus venezianos atacaram e tomaram a cidade, mas Guilherme respondeu ao enviar seu sobrinho e barão de Carítena, Godofredo de Briel, que recapturou Negroponte e lançou raides devastadores na Eubeia. Veneza então sitiou a cidade, que arrastou-se durante treze meses até seus defensores capitularem no começo de 1258. Um contra-ataque acaio foi repelido pela infantaria veneziana que derrotou a famosa cavalaria acaia diante dos muros da cidade.

## Liga contra a Acaia e Batalha de Cáridi
Enfrentando oposição de Veneza, Guilherme de Vilearduin virou-se para sua rival, Gênova, por apoio. Os genoveses, sempre ansiosos para frustras Veneza, e devendo um débito pela assistência de Guilherme em Rodes alguns anos antes, rapidamente aceitaram. Com base em Monemvasia, as galés genovesas atacaram os navios de transporte venezianos. Otão de Cicon, o senhor de Caristo no sul da Eubeia, em controle da estratégica passagem do Cabo de Ouro, também aliou-se com Guilherme. Em todos os demais locais, contudo, os apelos de Guilherme encontraram hostilidade e desconfiança, devido as reivindicações de suserania do governante aqueu sobre todos os príncipes latinos do sul da Grécia. Desde o verão de 1256, Guido I de la Roche, o "grande senhor" ("Megaskyr") de Atenas e Tebas, e seu parente Guilherme de la Roche, uniram-se aos venezianos, embora ambos fossem vassalos dos Vilearduin (Guido como senhor de Argos e Náuplia e seu irmão como barão de Veligosti e Damala): o tratado entre Veneza e os triarcas foi assinado na capital de Guido, Tebas, enquanto Guido e Guilherme ativamente auxiliaram os venezianos em seu cerco de Negroponte. O senhor de Salona Tomás II de Autremencourt e o marquês de Bodonitsa Ubertino Pallavicini também entraram na coalizão anti-acaia, e logo foram seguidos por Godofredo de Briel, "o melhor soldado em todos os reinos da România [i.e. Grécia latina]", que desertou a causa de seu irmão.
Guilherme de Vilearduin respondeu com o que William Miller descreveu como "atividade incansável": sem sucesso sitiou a fortaleza veneziana de Coron e liderou uma invasão na Ática, onde foi quase capturado, antes de resolver lançar uma invasão em larga escala nos domínios de la Roche. Seu exército reuniu-se em Nicles, cruzou o istmo de Corinto, e no passo do Monte Cáridi, no caminho de Mégara para Tebas, seu exército decisivamente derrotou o exército da coalizão. Guido de la Roche e outros barões fugiram do campo e refugiaram-se na cidadela de Tebas. Guilherme de Vilearduin seguiu-os e preparou-se para sitiar a cidade, mas cedeu após o arcebispo latino e muitos de seus próprios nobres suplicarem para ele mostrar moderação e terminar o conflito. Após conseguir uma promessa de Guido de la Roche para aparecer diante da Alta Corte acaia, a assembleia dos barões acaios, e ser julgado, as tropas de Guilherme retiraram-se.
A Alta Corte rapidamente reuniu-se em Nicles. Guido de la Roche apresentou-se diante dela acompanhado por seus próprios cavaleiros, mas os barões reunidos decidiram que não teriam a autoridade para julgá-lo, e remeteram o assunto para o rei Luís IX de França (r. 1226–1270). Guido viajou para a França em 1259, mas Luís não só perdoou-o, mas recompensou-o com o título de duque, que ele e seus sucessores portaram desde então. O renegado Godofredo de Briel também foi julgado diante de Guilherme, e foi apenas a intercessão determinada e apaixonada dos outros barões que salvou sua vida e assegurar um perdão do vingativo príncipe. Ele foi contudo privado do controle de seus domínios pelo direito inalienável de conquista, e mantê-los desde então como um presente do príncipe, significando que eles seriam perdidos após a sua morte, a menos que tivesse quaisquer descendentes imediatos.

## Rescaldo
A vitória de Guilherme em Cáridi, em consonância com uma vitória de suas tropas contra os venezianos próximo de Oreu, levou ao fim efetivo do conflito; em 6 de agosto de 1258, Guilherme de Verona e Narzoto de Carceri concordaram em iniciar negociações pela paz através do doge de Veneza, e no começo de 1259, o doge autorizou o novo bailio, André Barozzi, a assinar um tratado com Guilherme. Mas devido ao subsequentemente envolvimento de Guilherme na grande aliança epirota-acaia-siciliana contra o Império de Niceia, sua derrota e captura na Batalha de Pelagônia e sua captura nas mãos do imperador niceno Miguel VIII Paleólogo (r. 1259–1261), um tratado de paz foi atrasado até a libertação de Guilherme em 1262.
O tratado, assinado na residência do arcebispo de Tebas, essencialmente restaurou o status quo ante bellum: Guilherme reconheceu Guilherme, Narzoto e Grapela como triarcas, e eles juraram lealdade a ele. A fortaleza de Negroponte foi arrasada, mas Veneza reteve e mesmo aumentou seu bairro na cidade, bem como reteve seu direito exclusivo de cobrar aduanas na Eubeia, exceto para os triarcas, o príncipe e seus agentes. Assim, Veneza reteve alguns de seus ganhos de 1256, mas no geral o tratado foi considerado como um revés, em vista das consideráveis despesas envolvidas. Por algum tempo depois disso, Veneza estava satisfeita de exercer seus privilégios financeiros, e absteve-se de intromissão com a política da ilha.